# Dh (digramme)
Cette page contient des caractères spéciaux ou non latins. S’ils s’affichent mal (▯, ?, etc.), consultez la page d’aide Unicode.
Pour les articles homonymes, voir DH.
Dh (minuscule dh) est un digramme de l'alphabet latin composé d'un D et d'un H. 

## Linguistique
- En albanais, le digramme « dh » correspond à [ð]. Il est considéré comme une lettre à part entière, et est placée entre D et E.

## Représentation informatique
Comme la majorité des digrammes, il n'existe aucun encodage de « dh » sous un seul signe, il est toujours réalisé en accolant un D et un H.